# Маспаломас
Маспаломас (ісп. Maspalomas) — туристичний курорт на півдні острова Гран-Канарія з архіпелагу Канарські острови. Маспаломас є найпівденнішою частиною муніципалітету Сан-Бартоломе-де-Тірахана та всього острова. Населення на 2013 рік становило 36 065 жителів.

## Огляд
До ери початку туризму Маспаломас був назвою селища на території одного з районів теперішнього міста. Його назва може походити від імені Родріго Мас де Паломара, поселенця і солдата з Майорки, або від Франсіско Паломара, генуезького друга конкістадора Алонсо Фернандеса де Луго, який придбав 87 рабів-гуанчів з Гуїмара і оселився в цьому районі.
Сучасний Маспаломас є результатом амбітного проекту розвитку, організованого у формі Міжнародного конкурсу ідей (відкритого для будь-якого члена Міжнародної спілки архітекторів), який відбувся в 1961 році під егідою Алехандро дель Кастільйо, власника та промоутера більшості приміщень, що будувалися. Конкурс виграв французький офіс SETAP (включаючи урбаніста Гі Ланьйо та економіста Мішеля Вайля) і охопив 1060 гектарів та 19 кілометрів узбережжя, що становить основну зону Маспаломас-Коста-Канарія. Цей конкурс проклав шлях до особливого способу розуміння «туристичного» урбанізму, який послужив моделлю для подальшого розвитку туризму на інших Канарських островах. 

## Туризм

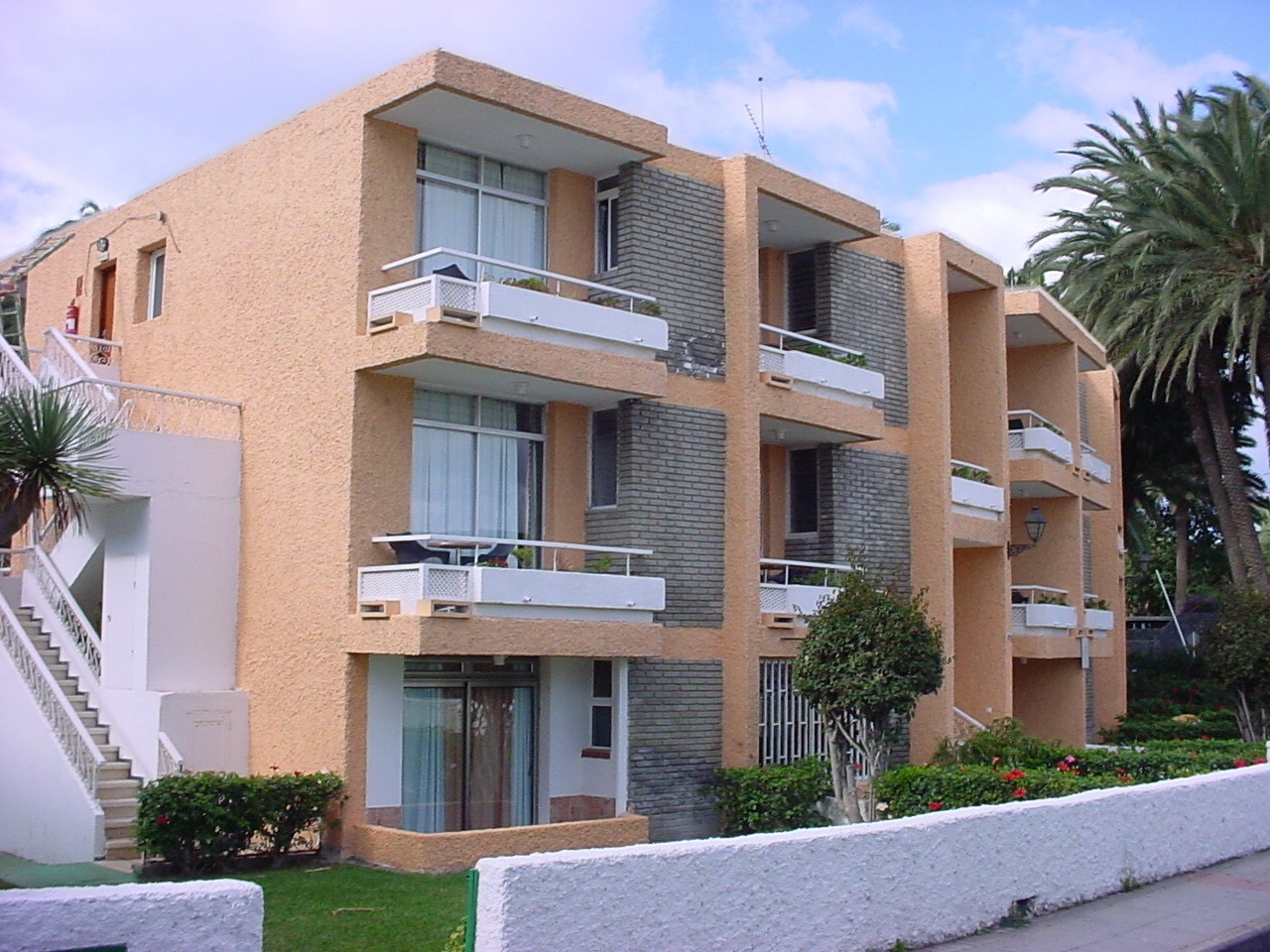
Типові туристичні апартаменти в Маспаломасі: The Oasis Maspalomas Foresta

На відміну від курортної моделі розвитку, яка пізніше була поширена на інші місця на Канарських островах і в Карибському басейні, Маспаломас має власну індивідуальність, оскільки він перетворився на повністю обладнане місто, набагато ближче до «туристської» концепції таких місць, як Палм-Спрінгс у Каліфорнії або Палм-Біч у Флориді. Він має різноманітну інфраструктуру та державні установи, які рідко можна побачити в інших туристичних районах, включаючи приватні клініки та дві лікарні, місцеві та іноземні шкільні установи (іспанська, англійська та шведська школи), торгові та конференц-центри, два казино, англомовний кінотеатр, поля для гольфу, спортивні центри, тематичні парки та Літній університет (у співпраці з університетом Лас-Пальмас-де-Гран-Канарія, в основному зосереджений на діяльності, пов'язаної з туризмом). 
Він пропонує широкий вибір житла, хоча концепція урбанізму говорить про горизонтальне розширення (бунгало), а не про високі поверхи. Дуже цінується як зимовий напрямок для іноземних туристів, переважно з північноєвропейських країн (Швеція, Норвегія, Фінляндія, Німеччина, Нідерланди тощо), залишається найбільшим туристичним напрямком на Канарських островах і всесвітньо відомим місцем для ЛГБТ-туризму.

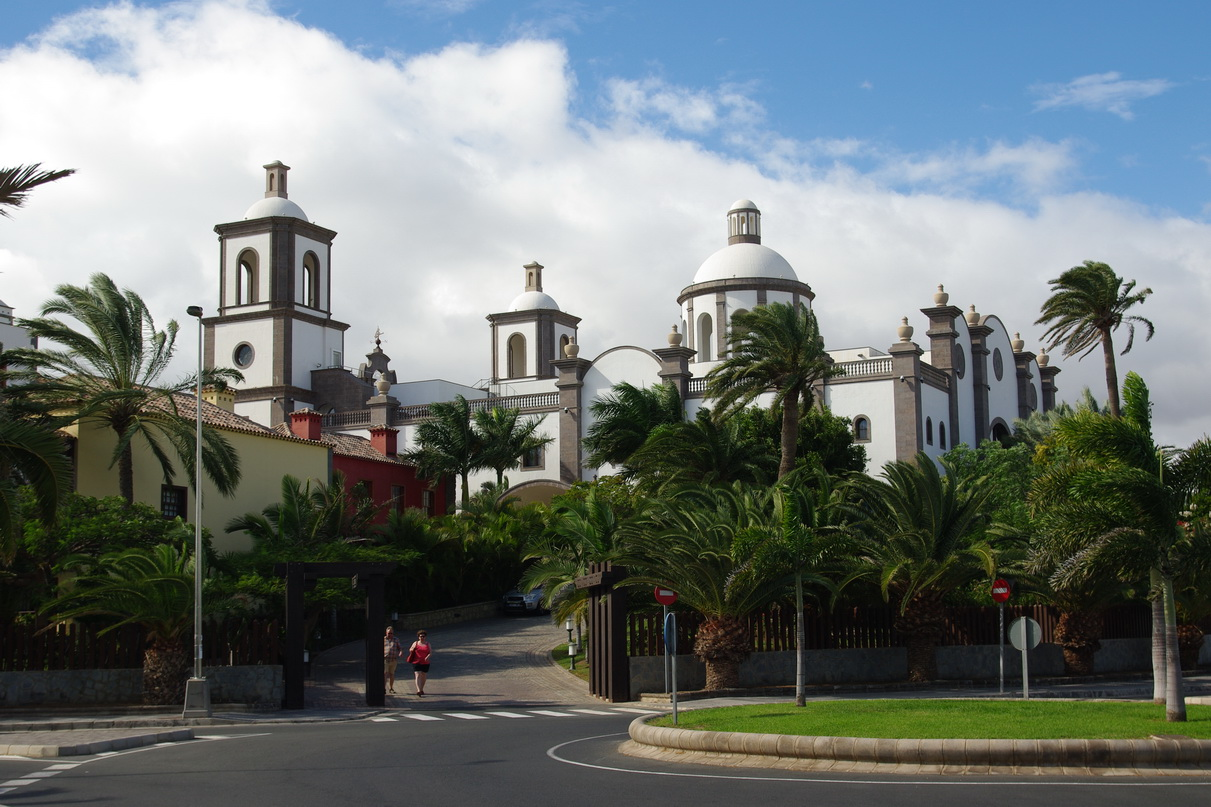
У готелі Costa Meloneras є копія церкви

Розвиток розкішних готелів уздовж узбережжя між Маспаломасом і сусіднім Мелонерасом призвели до деяких помітних архітектурних розробок. Готелі Lopesan Villa del Conde і Lopesan Costa Meloneras були спроектовані в стилі канарського іспанського колоніального відродження, частково похідним від готелю Santa Catalina (1890) у Лас-Пальмасі. Для готелю Costa Meloneras, відкритого в 2005 році, архітектор створив копію сусіднього міста Агуімес, у тому числі відмінну копії великої церкви із куполами, яка служить стійкою реєстрації готелю.
Маспаломас є основою єдиної на Гран-Канарії англомовної газети, яка обслуговує понад 20 000 читачів щомісяця та охоплює ще 30 000 читачів онлайн.
У вересні 2012 року Всесвітня туристична організація організувала свій Всесвітній день туризму в Маспаломасі як форму відзначення свого 50-річчя існування. 

## Орієнтири та географія
На набережній Пунта-де-Маспаломас, найпівденнішій точці курорту, вирізняється 56-метровий маяк, Ель-Фаро-де-Маспаломас. Завершений у 1890 році, він був побудований для керівництва суднами, які подорожують між Європою та Америкою.
З маяка відкривається вид на популярний 12-кілометровий пляж Маспаломас. На схід від маяка вглиб острова простягаються дюни Маспаломас. Протягом 1960-70-х років будівництво готелів і туристичного курорту почало посягати на дюни, пошкоджуючи природне середовище існування, а в 1994 році ділянка дюн площею 4 квадратних кілометри була оголошена заповідником для охорони дикої природи. Ель-Чарко — природна лагуна на краю дюн, яка приваблює багато видів птахів, вугрів і гупі .
Низка великих супутникових антен, які можна побачити на пагорбі з Мелонераса, — це станція Маспаломас, наземна станція ЄКА, яка підтримувала кілька космічних місій NASA, включаючи програми Меркурій, Джеміні, посадку Аполлона-11 на Місяць і Skylab.

## Транспорт
Маспаломас обслуговує автовокзал Фаро-де-Маспаломас, який розташований біля маяка. Автобусні послуги забезпечують сполучення з іншими туристичними курортами та містами на півдні острова, включаючи Плайя-дель-Інглес і Моган, а також із містами вздовж східного узбережжя та до столиці острова Лас-Пальмас.
Кілька років існували плани побудувати залізничне сполучення, яке б з'єднало Маспаломас із аеропортом Гран-Канарії та Лас-Пальмасом. Кінцева станція планується на Мелонерас біля маяка. Проєкт, вартість якого оцінюється в 1,5 мільярда євро, не був підтверджений через проблеми з фінансуванням.

## Фотогалерея

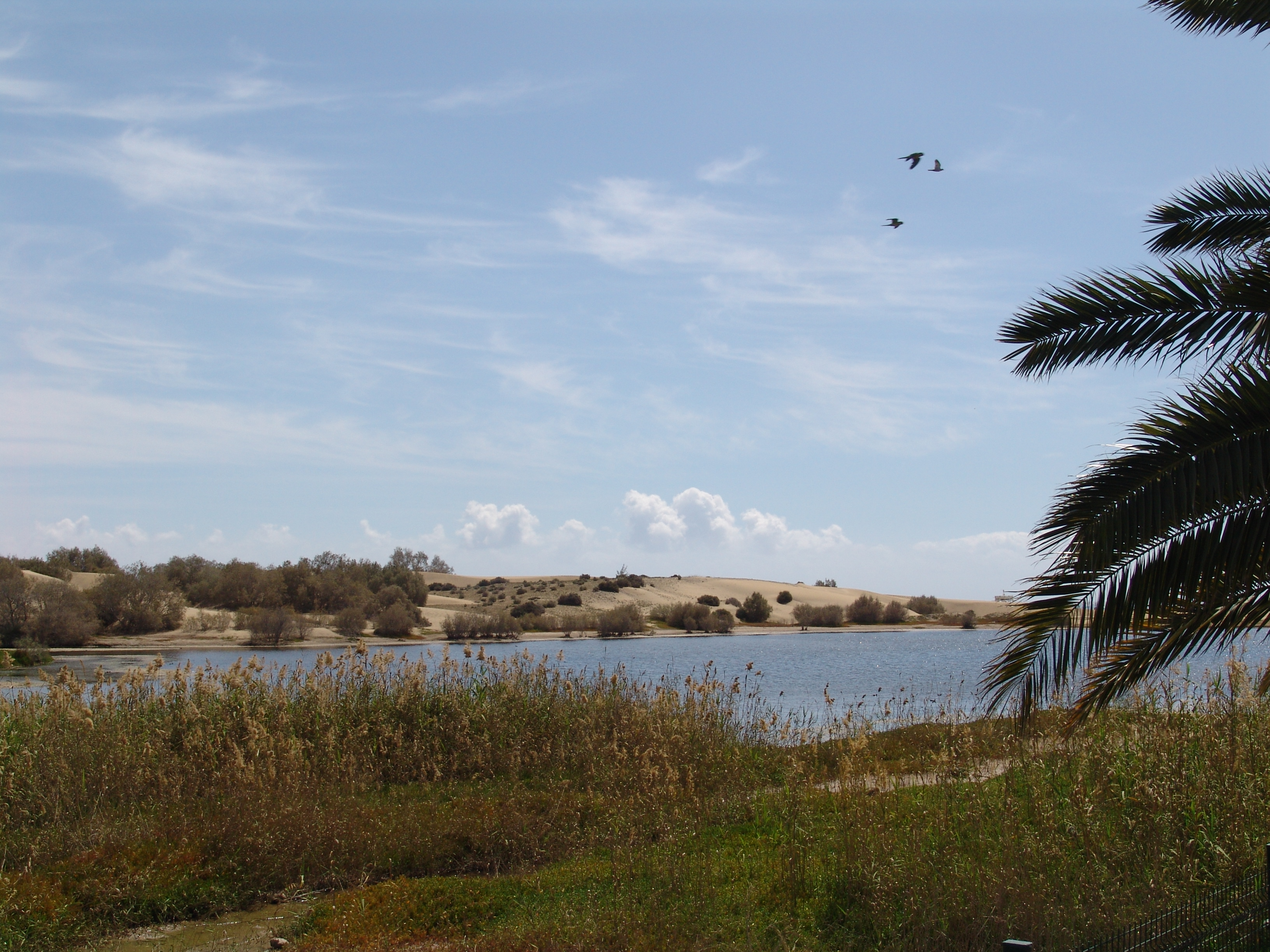
Пташиний заповідник Ла Чарка
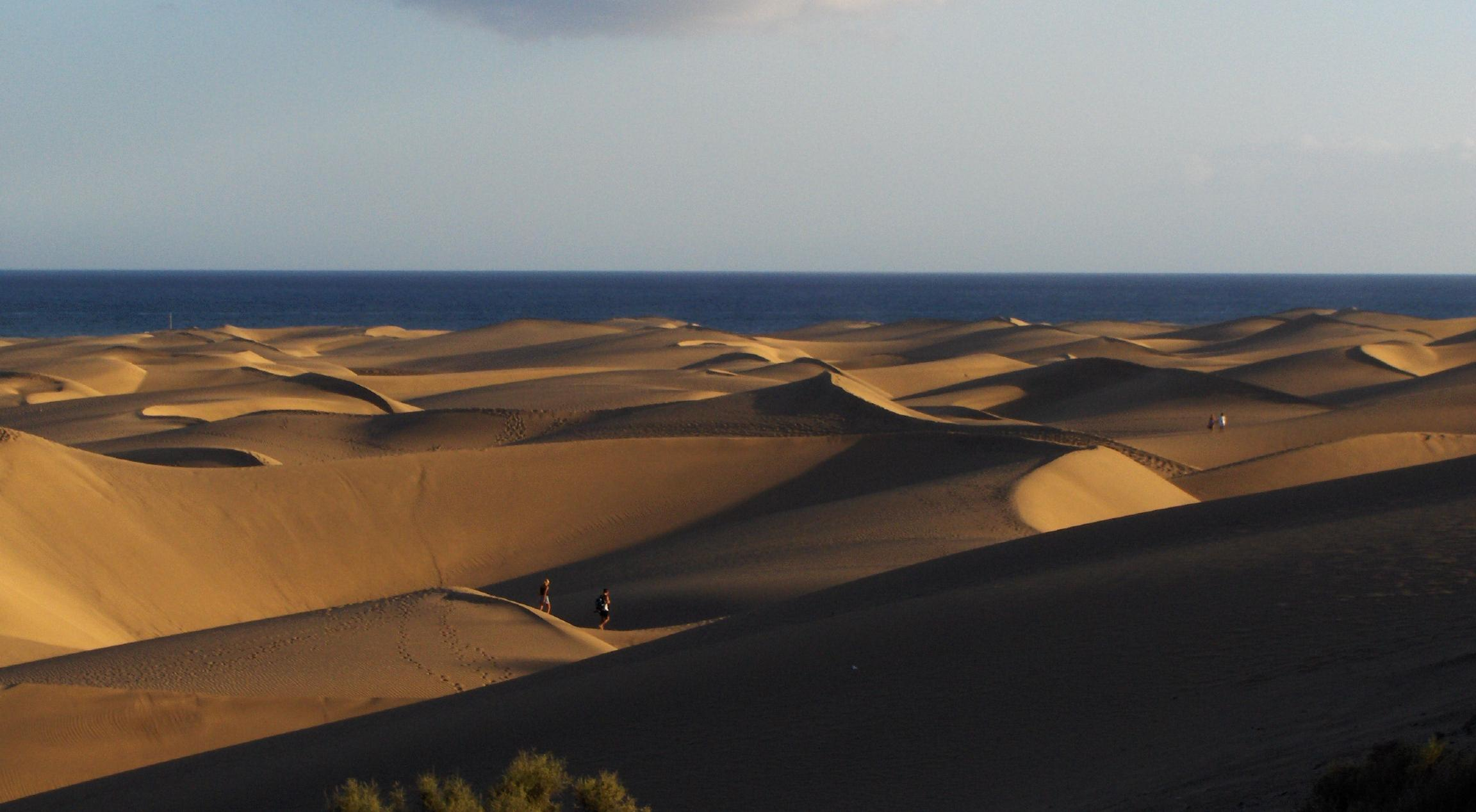
Дюни Маспаломас
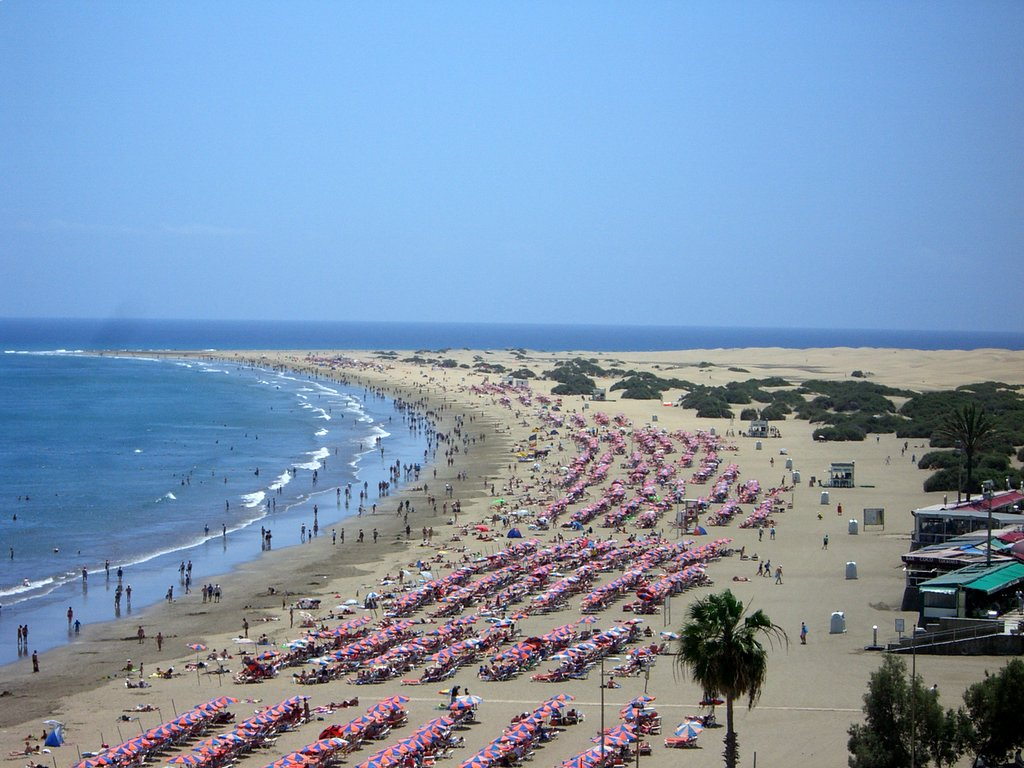
Пляж Плайя-дель-Інглес
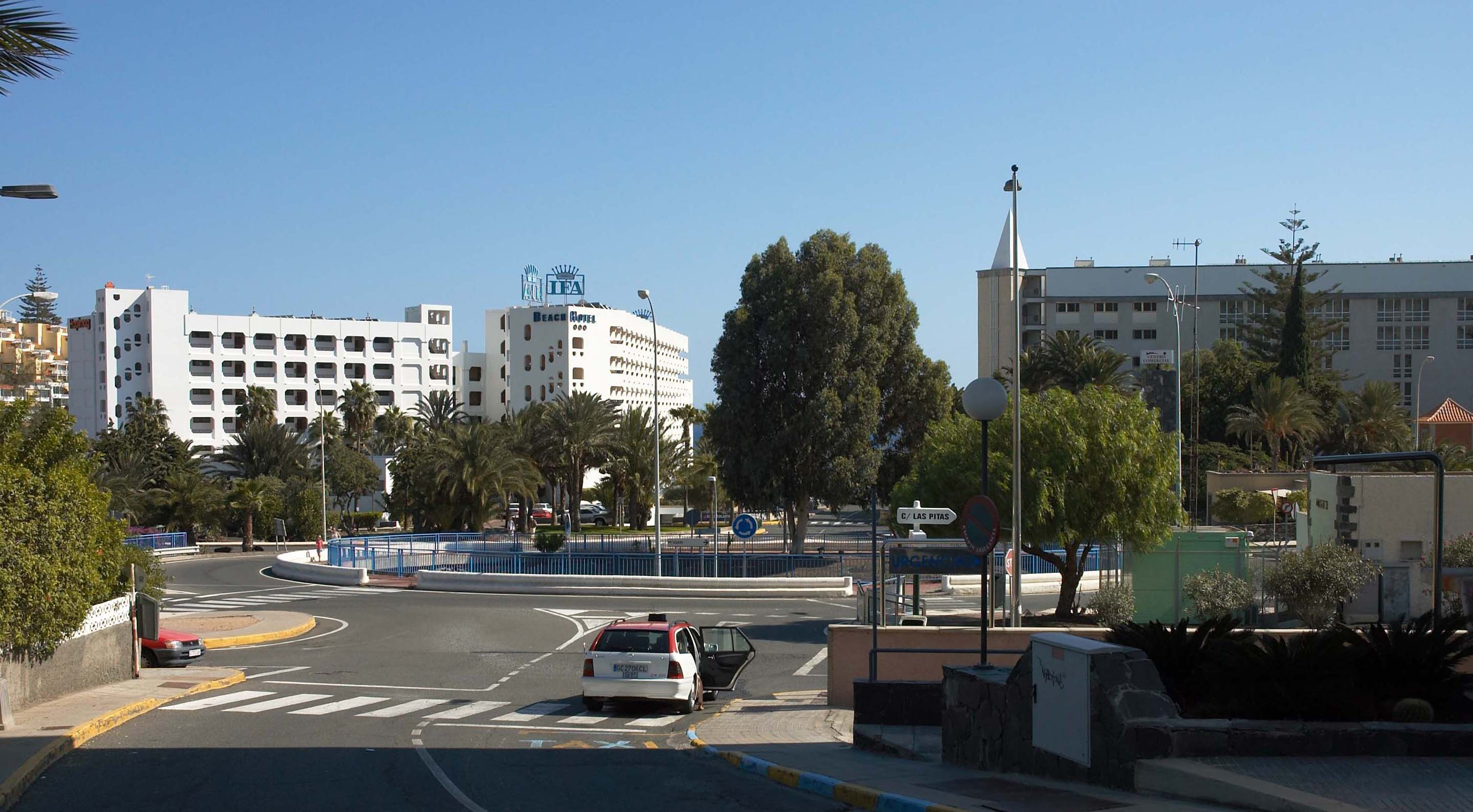
Готелі в Сан-Агустіні
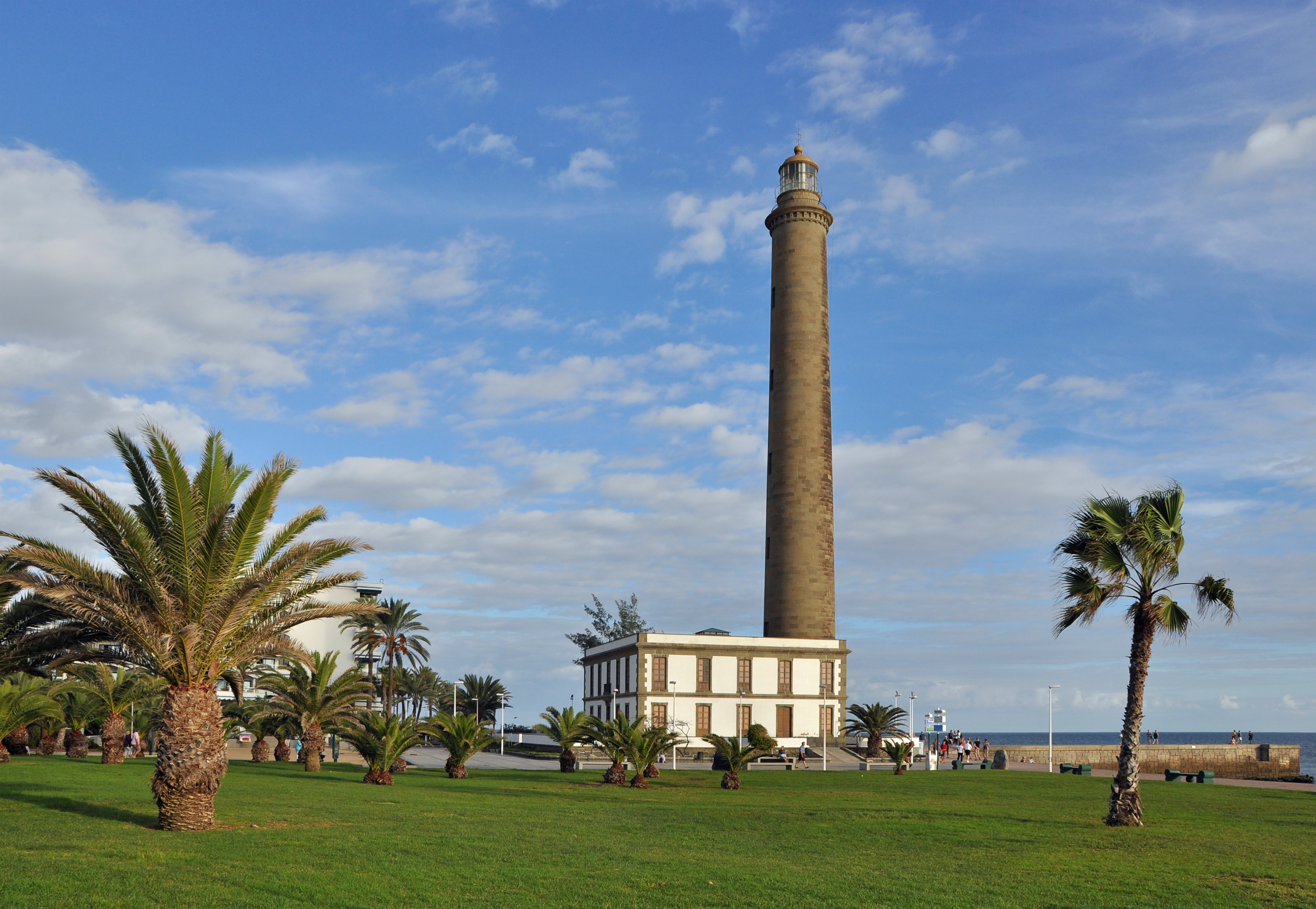
Маяк Маспаломаса
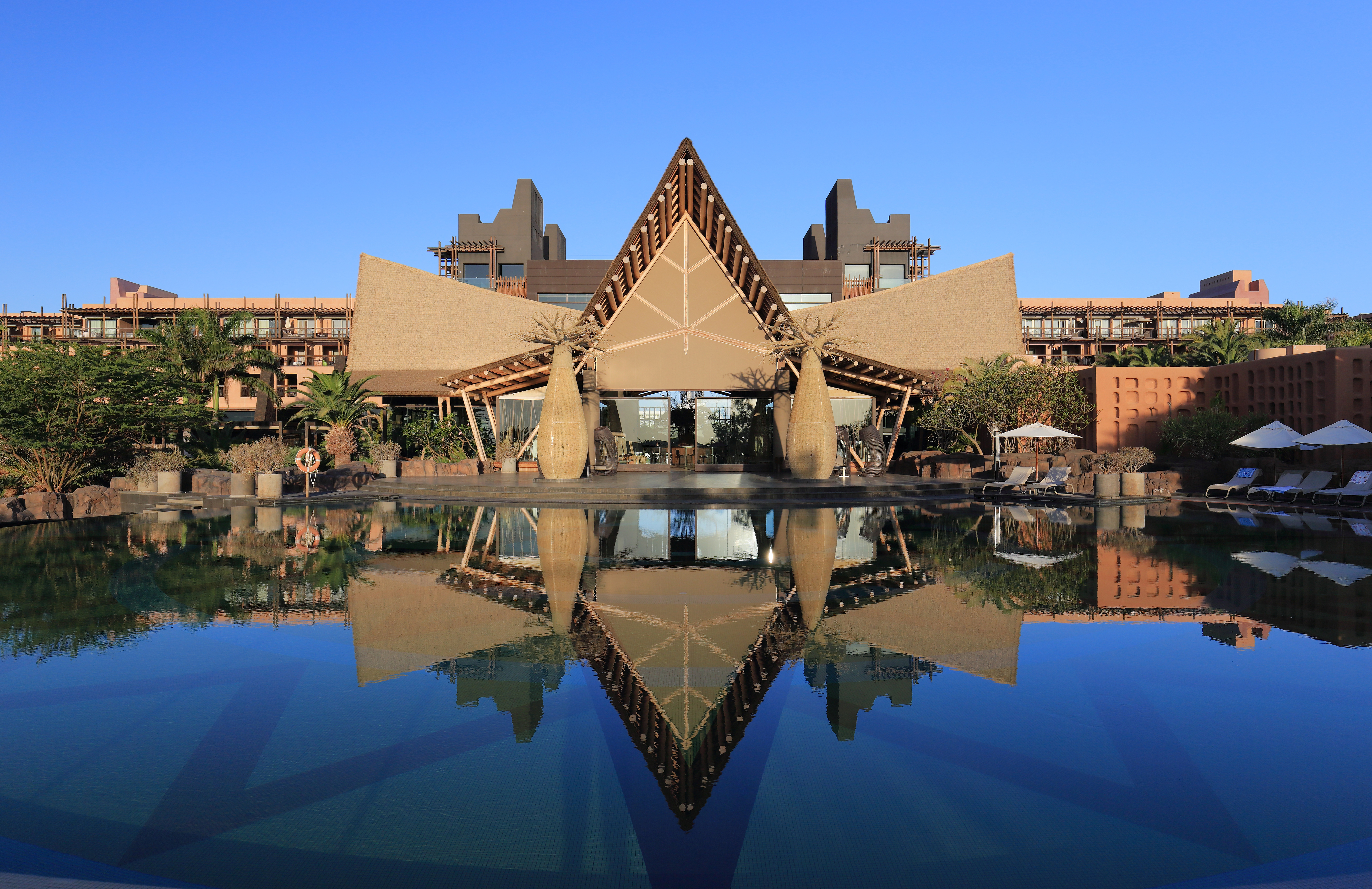
Курорт Lopesan Baobab
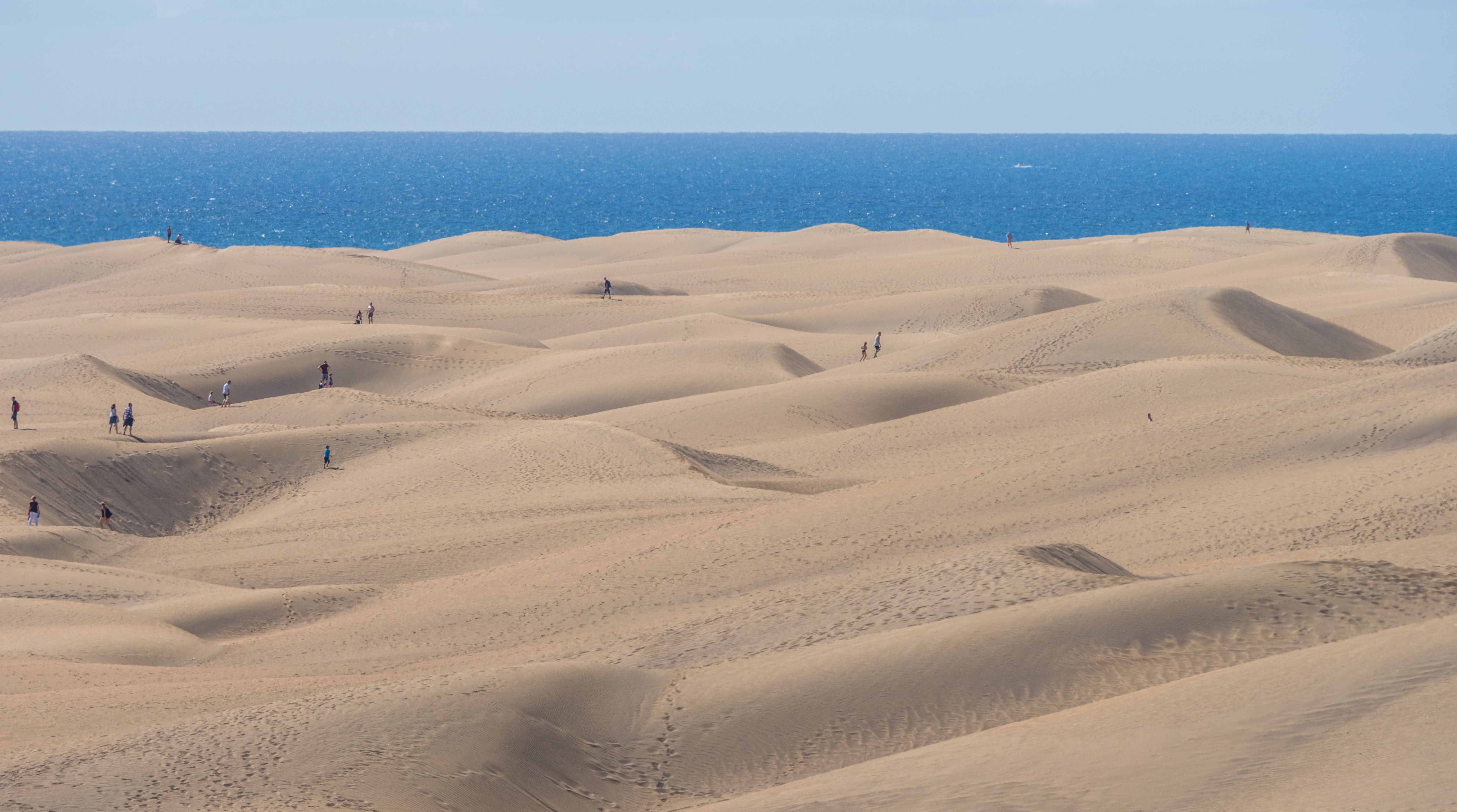
Піщані дюни в Маспаломасі
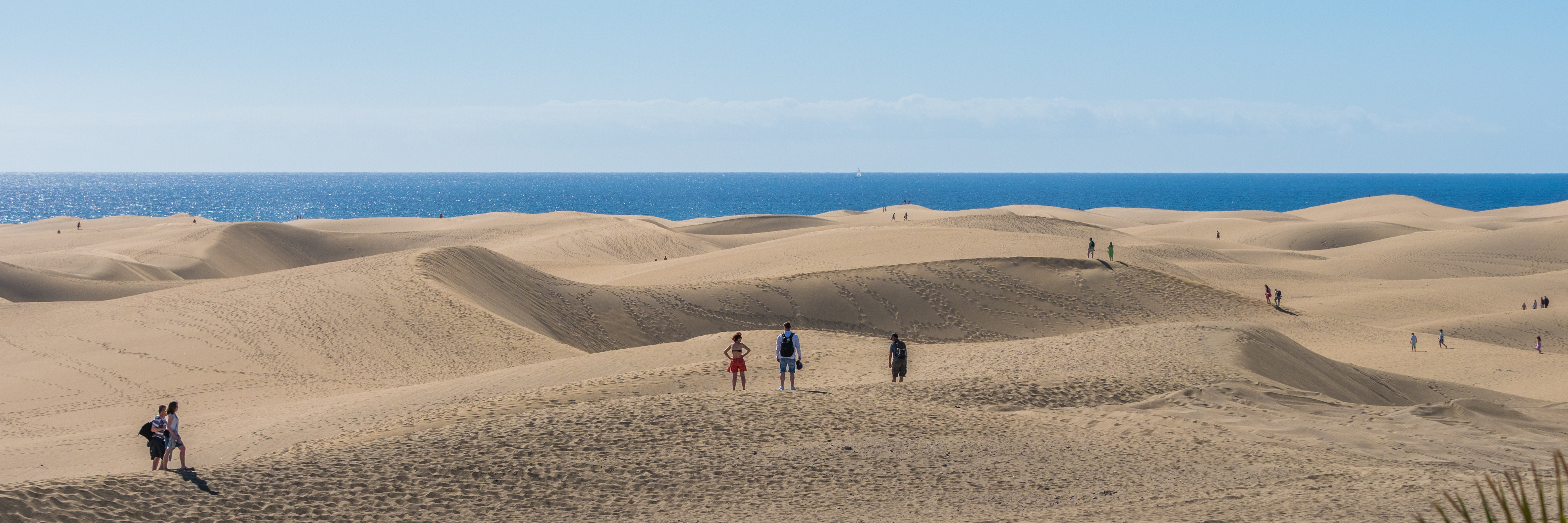
Піщані дюни в Маспаломасі